# Henry Vassall-Fox, III barone Holland
Henry Richard Vassall-Fox, III barone Holland (Winterslow House, 21 novembre 1773 – Londra, 22 ottobre 1840), è stato un politico inglese.

## Biografia
Holland nacque a Winterslow House, nel Wiltshire, figlio di Stephen Fox, II barone Holland, e di sua moglie, Lady Mary FitzPatrick, figlia di John FitzPatrick, I conte di Upper Ossory e di Lady Evelyn, figlia di John Leveson-Gower, I conte di Gower. I suoi nonni paterni erano Henry Fox, I barone Holland e Lady Georgiana Lennox, la maggiore delle famose sorelle Lennox e una pronipote (attraverso una linea illegittima) di Carlo II.
Succedette nella baronia nel dicembre 1774, all'età di un anno, alla morte prematura di suo padre, mentre sua madre morì poco prima del suo quinto compleanno. Fu educato a Eton e al Christ Church, Oxford, dove divenne amico di George Canning e di John Hookham Frere.

## Carriera
Durante una visita a Parigi nel 1791, Holland conobbe Lafayette e Talleyrand. Prese il suo posto nella Camera dei lord il 5 ottobre 1796. Fu nominato per negoziare un trattato con gli inviati americani James Monroe e William Pinkney, fu ammesso al Consiglio privato il 27 agosto 1806, e il 15 ottobre entrò nel Ministry of All the Talents guidato da Lord Grenville come Lord del sigillo privato.
Holland guidò l'opposizione al disegno di legge della Reggenza nel 1811, e attaccò gli ordini nel consiglio e altre forti misure del governo prese per contrastare i decreti di Napoleone a Berlino. Egli denunciò il trattato del 1813 con la Svezia che legava la Gran Bretagna all'accettazione forzata della Norvegia, e resistette al disegno di legge del 1816 per aver confinato Napoleone a Sant'Elena. Fu Cancelliere del Ducato di Lancaster (1830-1834 e 1835-1840) nei gabinetti di Lord Gray e Lord Melbourne, ed era ancora in carica quando morì nell'ottobre 1840.

## Matrimonio
Dopo aver visitato Parigi nel 1791, Holland tornò ancora all'estero per viaggiare in Francia e in Italia nel 1793. A Firenze incontrò Elizabeth Vassall, a quel tempo Lady Webster, moglie di Sir Godfrey Webster, IV baronetto. Lei e suo marito ottennero il divorzio e sposò Holland il 6 luglio 1797, diventando Elizabeth Fox, baronessa Holland. Ebbero sette figli:
- Charles Richard Fox (1796-13 aprile 1873), sposò Lady Mary FitzClarence, non ebbero figli;
- Stephen Fox (18 gennaio 1799-22 novembre 1800);
- un figlio (nato e morto il 17 marzo 1801):
- Henry Fox, IV barone Holland (7 marzo 1802-18 dicembre 1859);
- Mary Elizabeth Fox (19 febbraio 1806-7 dicembre 1891), sposò Thomas Powys, III barone Lilford, ebbero dieci figli;
- Georgiana Anne Fox (7 novembre 1809-31 ottobre 1819);
- una figlia (nata e morta il 24 giugno 1812).

Nel 1800 fu autorizzato a prendere il nome di Vassall, e dopo il 1807 si firmò Vassall-Holland, anche se il nome non faceva parte del suo titolo.

## Opere
Le proteste di Holland contro le misure dei ministri Tory furono raccolte e pubblicate, come le Opinions of Lord Holland (1841), del Dr Moylan della Lincoln's Inn. Lord Holland's Foreign Reminiscences (1850) contiene molti pettegolezzi divertenti dell'era rivoluzionaria e napoleonica. Il suo Memoirs of the Whig Party (1852; 2 vol.) è un'importante autorità contemporanea. Ha anche pubblicato un piccolo lavoro su Lope de Vega (1806) e un lavoro in 2 volumi (1817) sulle vite e gli scritti di Lope de Vega e Guillén de Castro.